# 라임도타 스트라우유마
라임도타 스트라우유마(라트비아어: Laimdota Straujuma, 1951년 2월 24일~)는 라트비아의 정치인이다. 소속 정당은 단결이다.
2000년부터 2006년까지 라트비아 농업부 비서를, 2007년부터 2010년까지 라트비아 지역 개발·지방 행정부 비서를 역임했으며 2011년 10월 25일부터 2014년 1월 22일까지 라트비아 농업부 장관을 역임했다. 2014년 1월 22일부터 2016년 2월 11일까지 제21대 라트비아의 총리를 역임하며 라트비아 최초의 여성 총리가 되었다.